# Белзець (гміна)
Гміна Белзець (пол. Gmina Bełżec) — сільська гміна у східній Польщі. Належить до Томашівського повіту Люблінського воєводства.
Станом на 31 грудня 2011 у гміні проживало 3456 осіб.

## Площа
Згідно з даними за 2007 рік площа гміни становила 28.66 км², у тому числі:
- орні землі: 56.00%
- ліси: 34.00%

Таким чином, площа гміни становить 1.93% площі повіту.

## Населення
Станом на 31 грудня 2011:
| Опис     | Загалом | Загалом | Чоловіки | Чоловіки | Жінки | Жінки |
| -------- | ------- | ------- | -------- | -------- | ----- | ----- |
| одиниця  | осіб    | %       | осіб     | %        | осіб  | %     |
| все      | 3456    | 100     | 1753     | 50.72    | 1703  | 49.28 |
| міське   | 0       | 100     | 0        |          | 0     |       |
| сільське | 3456    | 100     | 1753     | 50.72    | 1703  | 49.28 |

## Населені пункти
Гміна складається з 8 сіл, всі вони становить повноцінну адміністративну одиницю - солтиство:
- Белзець
- Бжезіни
- Хиже
- Майка
- Змулиська
- Шаленік-Колонія
- Загура
- Жилка

## Сусідні гміни
Гміна Белзець межує з такими гмінами: Любича-Королівська, Наріль, Томашів.